# Hacı İvaz Mehmed Pascià
Hacı İvaz Mehmed Pascià (in turco ottomano:  حاجى عوض محمد پاشا, conosciuto anche come Ivaz Mehmed Pascià o Hacı Ivazzade Mehmed Pascià; Jagodina, 1675 – Lepanto, 1743) è stato un politico ottomano di origine albanese.
 L'epiteto İvaz in turco significa "il rimpiazzo". 

## Biografia

### Primi anni
Suo padre Nasrullah era di Jagodina (in Serbia). La sua famiglia faceva parte del gruppo di famiglie note come evlad-ı fatihan, cioè i discendenti dei primi soldati ottomani in Rumelia (Europa sud-orientale). Su raccomandazione di suo padre, lavorò nelle corti di diversi statisti. Durante la Grande Guerra Turca (conosciuta anche come la Guerra della Lega Santa), era sul fronte di battaglia vicino a Belgrado (nella moderna Serbia). Prima che la guerra finisse, si recò a Gedda (nella moderna Arabia Saudita, da dove compì il pellegrinaggio) nel 1696 come ciambellano (kethüda). Negli anni 1730, venne nella capitale Istanbul come capo dell'ufficio doganale. Hekimoğlu Ali Pascià lo promosse nel 1732 e nel 1735 fu promosso visir e per alcune settimane fu caimacam a Istanbul e poi fu nominato sanjak-bey di Niğbolu e successivamente sanjak-bey di Vidin (nella moderna Bulgaria). Allo scoppio della guerra austro-russo-turca (1735-1739), combatté contro gli austriaci con una forza provinciale relativamente piccola riuscendoli a respingere ed occupando alcune fortezze: Hirsova, Fethülislam (in Serbia, moderno Kladovo), Semendire (in Serbia, moderno Smederevo), Mehadiye (in Romania, moderno Mehadia) e Yeni Palanka. I suoi sforzi si rivelarono preziosi per la causa ottomana. Dopo che il principale esercito ottomano arrivò al fronte, fu uno dei comandanti dell'esercito.

### Gran Visierato
Era un comandante su questo fronte quando fu nominato Gran Visir (23 marzo 1739) . Il 22 marzo 1739 fu nominato Gran Visir, la carica più alta dell'impero dopo quella del sultano, per sostituire Yeğen Mehmed Pascià, di cui seguì le linee guida, combinando i contatti diplomatici con i tentativi di riconquistare Belgrado. Il 21 luglio 1739 comandò l'esercito ottomano nella battaglia di Grocka dove sconfisse gli austriaci, comandati dal conte di Wallis (che aveva 56000 uomini più cavalleria leggera, artiglieria e irregolari), costringendoli a ritirarsi dopo aver perso tremila uomini e settemila feriti. Dopo la battaglia, assediò e catturò Belgrado, e con il conseguente Trattato di Belgrado, fu in grado di mantenere la città sotto il controllo ottomano. Sebbene sia tornato a Istanbul come comandante vittorioso, non ha avuto altrettanto successo nell'amministrazione civile. Fu inefficiente durante i grandi incendi di Istanbul e i nel reprimere i disordini di Istanbul nel giugno 1740 che furono sfruttati da Hacı Beşir Ağa' e dalla Valide Sultan (la regina madre) Saliha Sultan per revocare Ivaz. Di conseguenza, il sultano lo licenziò il 23 giugno 1740.

### Ultimi anni
Nei suoi ultimi anni, fu governatore provinciale. In soli tre anni, fu nominato in sequenza in così tanti distretti in rapida successione che, nella maggior parte dei casi, dovette partire per il prossimo luogo di servizio prima ancora di poter essere inaugurato per il suo precedente incarico. Questi incarichi erano il governatorato provinciale dell'Eyalet di Habesh (in Africa orientale), il Sangiaccato di Canea (a Creta), il Sangiaccato di Salonicco (in Grecia), l'Eyalet di Bosnia, il Sangiaccato di Negroponte (isola di Eubea, Grecia moderna) e il Sangiaccato di Inebahti (con sede a Lepanto, in Grecia). Nel 1743 morì a Lepanto.